# Марково (Старорусский район)
Ма́рково — деревня в Старорусском муниципальном районе Новгородской области, с весны 2010 года относится к Великосельскому сельскому поселению. На 1 января 2011 года постоянное население деревни — 3 жителя, число хозяйств — 2.
Деревня расположена на правом берегу реки Белка близ её устья, в 6 км к северо-востоку от деревни Большие Боры, на противоположном берегу Белки — деревня Голузино. Деревня находится на Приильменской низменности на высоте 33 м над уровнем моря.

## Население
| 2010 | 2011 | 2012 | 2013 |
| ---- | ---- | ---- | ---- |
| 3    | →3   | ↘2   | →2   |

## История
До весны 2010 года входила в ныне упразднённое Большеборское сельское поселение.

## Транспорт
Есть мост через Белку соединяющий Марково с деревней Голузино, в которую проходит автодорога из деревни Большие Боры. Ближайшая железнодорожная станция расположена в Тулебле.